# 芦崎
芦崎（あしざき）は青森県むつ市の大湊湾（陸奥湾）にある砂嘴である。

## 概要
地名は「芦のように砂州がどんどん伸びていった」ことに由来する。干潟や海岸平野や砂丘も存在する。
芦崎によって囲まれた水域を「芦崎湾」または「大湊湊」と呼ぶ。
自然の港湾として旧海軍時代より利用され、先端には見張り台、中程には防空壕が存在する。全体が海上自衛隊大湊地方隊の管理下にある。大湊地方隊歌に歌われるように、冬には県の天然記念物であるオオハクチョウが渡来することで知られる。

## 催事
芦崎湾の潮干狩り
芦崎の干潟はアサリの宝庫として知られ、年に一度（4月下旬～5月上旬、一日間）むつ市芦崎湾潮干狩り実行委員会（むつ市漁業協同組合、むつ市水産振興課）による潮干狩りが開催される。民間人が現地に立ち入ることの出来る唯一の機会である。

## 浸食問題
まわりの河川に砂防ダムが多数作られ山地から海への土砂供給量が減少し芦崎の浸食が始まった。そのため芦崎の外側部に護岸工事を施した。